# Ла-Пас (Уругвай)
Ла-Пас (исп. La Paz) — город в южной части Уругвая, на западе департамента Канелонес, административный центр одноимённого муниципалитета.

## География
Расположен в 2,5 км к востоку от трассы № 5 (Ruta 5), на границе с департаментом Монтевидео.

## История
Ла-Пас был основан 28 февраля 1872 года. 15 мая 1925 года получил статус малого города (Villa). 19 декабря 1957 года получил статус города (Ciudad). Ранее данная местность была известна своими виноградниками и винными погребами. Имела место добыча мрамора и гранита, которые широко применялись при строительстве Монтевидео и Буэнос-Айреса. Добыча гранита осуществляется и сегодня. Развита мясная промышленность.
Ла-Пас находится в зоне относительной сейсмической активности. 5 июня 1888 года в городе было зафиксировано землетрясение магнитудой 5,5, которое задело территорию Аргентины и Уругвая.

## Население
По данным на 2011 год население города составляет 20 524 человека.
| Год  | Население |
| ---- | --------- |
| 1908 | 2505      |
| 1963 | 13 226    |
| 1975 | 14 653    |
| 1985 | 16 209    |
| 1996 | 19 547    |
| 2004 | 19 832    |
| 2011 | 20 524    |

Источник: Instituto Nacional de Estadística de Uruguay